# 브룩 앤더슨 (언론인)
브룩 앤더슨(Brooke Anderson, 1978년 5월 13일 ~ )은 미국의 사회자, 언론인이다.